# آسیب دیدگی
آسیب دیدگی (انگلیسی: Injury) یا جراحت (همچنین به عنوان ترومای فیزیکی نیز شناخته می‌شود)، آسیبی است که به وسیله یک نیروی خارجی در بدن ایجاد می‌شود. آسیب دیدگی‌ها می‌توانند توسط تصادف، زمین‌خوردن، ضربه، شلیک گلوله و دلایل دیگر روی دهند. ترومای حاد گونه‌ای از آسیب دیدگی است که می‌تواند سبب معلولیت یا مرگ شود. در سال ۲۰۱۳، ۴٫۸ میلیون نفر در سراسر جهان از تبعات ناشی از آسیب دیدگی جان باختند که به نسبت آمار ۴٫۳ میلیون نفری سال ۱۹۹۰ افزایش یافته بود. بیش از ۳۰ درصد از این مرگ‌ها به دلیل جراحات مربوط به حوزه حمل و نقل بوده‌است. در سال ۲۰۱۳، ۳۶۷۰۰۰ کودک زیر پنج سال بر اثر جراحات جان خود را از دست دادند، در حالی که این رقم در سال ۱۹۹۰، ۷۶۶۰۰۰ بوده‌است. آسیب دیدگی‌ها عامل ۹ درصد از کل مرگ‌ها هستند و سومین عامل مرگ‌ومیر در جهان قلمداد می‌شوند.

## طبقه‌بندی

مرگ و میر ناشی از جراحات به ازای هر میلیون نفر در سال ۲۰۱۲
203-358
359-428
429-483
484-559
560-637
638-716
717-817
818-939
940-1,140
1,141-2,961

مرگ ناشی از جراحات عمدی به ازای هر میلیون نفر در سال ۲۰۱۲
14-65
66-89
90-114
115-137
138-171
172-193
194-226
227-291
292-379
380-2,730

سازمان بهداشت جهانی (WHO) طبقه‌بندی بین‌المللی علل آسیب خارجی (ICECI) را ایجاد کرد. این سیستم، آسیب‌ها بر اساس موارد زیر طبقه‌بندی می‌نماید:
- مکانیسم آسیب؛
- اشیاء/موادی که باعث آسیب می‌شوند؛
- محل وقوع؛
- فعالیت هنگام آسیب دیدگی؛
- نقش خطای انسانی.

و ماژول‌های اضافی این کدها اجازه می‌دهد تا توزیع آسیب دیدگی در جمعیت‌های خاص و شناسایی موارد برای تحقیقات دقیق تر در مورد علل و اقدامات پیشگیرانه شناسایی شوند.
اداره آمار کار ایالات متحده سیستم طبقه‌بندی آسیب‌های ناشی از کار و بیماری (OIICS) خود را گسترش داد. در این سیستم آسیب‌ها بر اساس زیر طبقه‌بندی می‌شوند:
- طبیعی،
- یک قسمت از بدن آسیب دیده،
- منبع و منبع ثانویه، و
- رویداد یا قرار گرفتن در معرض

OIICS اولین بار در سال ۱۹۹۲ منتشر شد و از آن زمان تاکنون چندین بار به روز شده‌است.
سیستم طبقه‌بندی آسیب‌های ورزشی و بیماری‌های وابسته (OSIICS)، که قبلاً OSICS بود، برای طبقه‌بندی آسیب‌ها استفاده می‌شود تا تحقیقات در مورد آسیب‌های ورزشی خاص امکان‌پذیر باشد.

### به علت
- علل جراحات به دو دسته عمدی و حوادث تقسیم می‌شوند. صدمات عمدی شامل اعمال خشونت‌آمیز و جنگ است، یا می‌تواند مانند خودکشی یا صدمه زدن به خود باشد. صدمات ناشی از حوادث می‌تواند ناشی از زمین‌خوردن یا تصادف‌های وسایل نقلیه موتوری باشد[۱۳] برخی موارد صدمات ناشی از حوادث عبارتند از جراحات ناشی از زخم یا صاعقه.

### از نظر روش
- تروما (ضربه)
  - آسیب‌های تروماتیک عبارتند از زخم یا شوک بدن که در اثر برخورد فیزیکی یا حرکت ناگهانی ایجاد می‌شود. . صدمات مرتبط با تروما عبارتند از: بریدگی، شکستگی استخوان، آسیب ناشی از انفجار، خونریزی داخلی و صدمات فاجعه بار.
- گرفتگی، گرفتگی پیوسته یا کشیدگی رباط
  - کشیدگی ماهیچه‌ای و گرفتگی پیوسته آسیب‌هایی است که به ماهیچه‌ها یا تاندون‌ها وارد می‌شود. پیچ خوردگی نوعی آسیب به رباط یا رباط‌ها است.[۱۴]
- سموم
  - آسیب ناشی از سموم یا عوارض جانبی داروها.
- سایر آسیب‌های خارجی یا داخلی
  - صدمات دیگر می‌تواند به دلایل خارجی مانند سوختگی ناشی از پرتو، سوختگی یا سرمازدگی باشد. این آسیب‌ها می‌تواند شامل آسیب ریه ناشی از تابش و سوختن بر اثر مایکروویو باشد. صدمات ناشی از علل داخلی شامل آسیب ناشی از برقرار مجدد جریان خون است.

### بر اساس موقعیت مکانی
پوست:
- زخم، جراحتی که در آن پوست پاره، بریده یا سوراخ می‌شود (زخم باز)، یا جایی که ضربه ناگهانی باعث ایجاد کوفتگی (زخم بسته) می‌شود. در آسیب‌شناسی، به‌طور خاص به یک آسیب شدید اشاره می‌کند که به درم پوست آسیب می‌رساند.

سر:
- آسیب سر
- آسیب نافذ سر
- بسته شدن آسیب سر

چشم‌ها:
- آسیب چشم
- آسیب ناشی از ورود مواد شیمیایی به چشم
- آسیب‌های چشمی در حین بیهوشی عمومی

مغز:
- آسیب مغزی
- آسیب مغزی اکتسابی
- مصدومیت سمت دیگر ضربه
- آسیب منتشر آکسون
- آسیب لوب پیشانی

اعصاب:
- آسیب عصبی
- آسیب نخاعی
- آسیب شبکه بازویی
- آسیب عصب سیاتیک
- آسیب عصب زیر بغل

بافت نرم، اسکلتی عضلانی و اندام‌ها:
- آسیب بافت نرم
- آسیب تراکئوبرونشیال
- آسیب حاد کلیه
- آسیب رباط صلیبی پیشین
- آسیب اسکلتی عضلانی
- آسیب‌های غضروف مفصلی
- آسیب حاد ریه
- آسیب لوزالمعده
- آسیب آئورت قفسه سینه
- آسیب صفراوی

بدن:
- آسیب لیسفرانک
- آسیب دیدگی زانو
- آسیب‌های داخلی زانو
- آسیب کمر
- آسیب دست
- آسیب قفسه سینه

### بر اساس فعالیت
- ورزش[۱۵]
  - ضربه مغزی
  - کشیدگی ماهیچه‌ای
  - آسیب شانه
- صخره‌نوردی[۱۶]
  - آسیب انگشت
  - آسیب مچ پا
  - مسموم شدن ناشی از سرب
- گاز گرفتن حیوان
- آسیب‌های شغلی
- آسیب برونش‌های ریه
- گزیدگی عروس دریایی
- بیماری و صدمات هنگام پرواز به فضا

### نمره شدت آسیب
نمره شدت آسیب (ISS) یک نمره پزشکی برای ارزیابی شدت ضربه است. این نمره با مرگ و میر، بیماری و زمان بستری شدن پس از تروما ارتباط دارد. از این واژه برای تعریف اصطلاح تروما حاد (polytrauma) استفاده می‌شود که زمانی تشخیص داده می‌شود که ISS بیشتر از ۱۵ باشد. کمیته AIS انجمن پیشرفت پزشکی خودرو مقیاس را طراحی و به روز می‌کند.